# Гробуа-ан-Монтань
Гробуа́-ан-Монта́нь (фр. Grosbois-en-Montagne) — коммуна во Франции, находится в регионе Бургундия. Департамент коммуны — Кот-д’Ор. Входит в состав кантона Сомбернон. Округ коммуны — Дижон.
Код INSEE коммуны — 21310.

## Население
Население коммуны на 2010 год составляло 115 человек.
| 1962 | 1968 | 1975 | 1982 | 1990 | 1999 | 2010 |
| ---- | ---- | ---- | ---- | ---- | ---- | ---- |
| 126  | 116  | 107  | 84   | 73   | 105  | 115  |

## Экономика
В 2010 году среди 60 человек трудоспособного возраста (15—64 лет) 47 были экономически активными, 13 — неактивными (показатель активности — 78,3 %, в 1999 году было 72,7 %). Из 47 активных жителей работали 41 человек (22 мужчины и 19 женщин), безработных было 6 (2 мужчин и 4 женщины). Среди 13 неактивных 6 человек были учениками или студентами, 4 — пенсионерами, 3 были неактивными по другим причинам.